# 平壤外國語大學
平壤外國語大學（朝鲜语：／），為五年制的外語大學。1964年時，由金日成綜合大學的外國語文學院分離獨立創建。它設有五個學系，提供21種語言學習，約有2,000多名學生。
該校校園內有一所附屬中學，名為平壤外國語學院，該所附屬中學的畢業生，絕大部分都能升讀平壤外國語大學。

## 學系
- 英文學系
- 俄文學系
- 中文學系
- 日文學系
- 民族語文學系（德文、法文、西班牙文及阿拉伯文等）

## 著名出身者
- 金賢姬
- 高英姬